# منطقه اقتصادی شرق سیبری

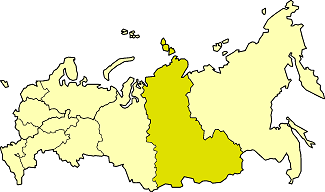
East Siberian economic region on the map of Russia

منطقه اقتصادی شرق سیبری (روسی: Восто́чно-Сиби́рский экономи́ческий райо́н) یکی از دوازده منطقه اقتصادی روسیه است.